# 雷吉·威廉斯 (1986年)
雷吉·威廉斯（英語：Reggie Williams，1986年9月14日—），美国男子篮球运动员。他曾代表美国获得2017年FIBA美洲杯男子篮球金牌。